# Alvania dalli
Alvania dalli är en snäckart som beskrevs av Bartsch 1927. Alvania dalli ingår i släktet Alvania och familjen Rissoidae. Inga underarter finns listade i Catalogue of Life.